# Base livre

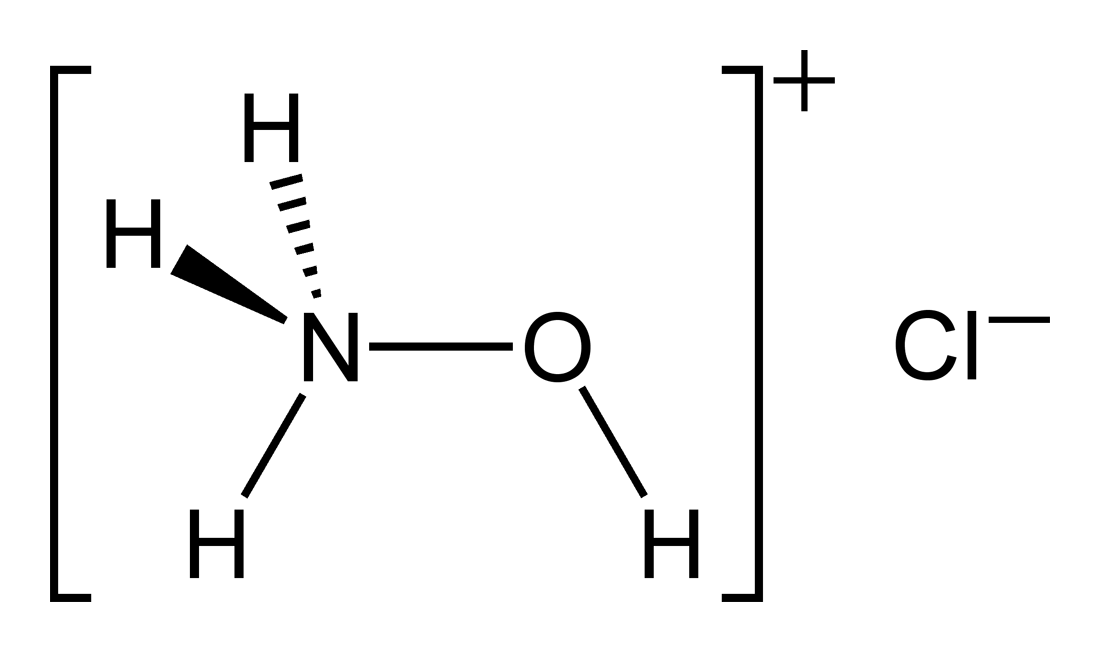
Na esquerda, a forma livre de hidroxilamina, e na direita, o cloreto de hidroxilamônio.

Base livre (do inglês, freebase) é a forma de base conjugada (desprotonada) de uma amina, em oposição à sua forma de ácido conjugado (protonada). A amina é frequentemente um alcalóide, por exemplo nicotina, cocaína, morfina, efedrina ou seus derivados. Freebasing é um método mais eficiente de autoadministração de alcaloides por meio do fumo.

## Propriedades
Alguns alcaloides são mais estáveis como sais iônicos do que como base livre. Os sais geralmente possuem maior solubilidade em água. Contraíons comuns incluem o cloreto, brometo, sulfato, fosfato, nitrato, acetato, oxalato, citrato e tartarato. Os sais de amônio formados a partir da reação ácido-base com ácido clorídrico são conhecidos como cloridratos. Por exemplo, como na base livre hidroxilamina (NH2OH) em comparação com o cloridrato de hidroxilamina (NH3OH+Cl-).

## Freebasing
O cloridrato de cocaína ("cocaína em pó"), por exemplo, não pode ser fumado, pois se decompõe nas altas temperaturas produzidas pelo fumo. A cocaína de base livre, por outro lado, na qual o alcaloide da cocaína contém um nitrogênio (que atua como uma base de Lewis), liberando o sal cloridrato. A base livre de cocaína tem um ponto de fusão de 98°C e é volátil (ou seja, tende a vaporizar) a temperaturas acima de 90 ° C e, portanto, ao contrário do sal cloridrato, é ativamente fumável.
Após a inalação, o alcaloide é absorvido pela corrente sanguínea e rapidamente transportado por todo o corpo. No entanto, como o sangue é tamponado com carbonato em pH fisiológico (próximo a 7,4), as aminas de base livre serão rapidamente convertidas de volta à sua forma ácida. Cerca de 94,19% da cocaína transforma-se na forma ácida sob equilíbrio em pH=7,4, calculado usando a equação de Henderson-Hasselbalch, assumindo um pKa de 8,61.
Uma pequena porção (5,81%) da cocaína permanecerá como base livre e atravessará a barreira hematoencefálica. De acordo com o princípio de Le Chatelier, a forma ácida da cocaína será continuamente convertida em base livre à medida que a forma básica é continuamente removida através da barreira hematoencefálica. Alguns kits de extração para converter o cloridrato em base estão disponíveis comercialmente. O método freebasing também tende a remover impurezas solúveis em água e adulterantes, como açúcares (lactose, sacarose, glicose, manitol, inositol), que muitas vezes são adicionados à cocaína de rua. A base livre de cocaína é apenas ligeiramente solúvel em água (1 em 600 de água) em comparação com a alta solubilidade do cloridrato de cocaína (1 em 0,5 de água).

### Preparação
A base livre de cocaína é preparada a partir do cloridrato de cocaína, processo que utiliza uma solução alcalina (hidróxido de sódio ou amônia) e adição de um solvente não polar, como éter dietílico ou benzeno. A mistura se separa em duas camadas, a camada superior do solvente contendo a cocaína dissolvida. O solvente é então evaporado deixando cristais de cocaína quase puros, brancos e quebradiços, semelhante à aparência do queijo feta. Uma solução de cloridrato de cocaína também pode ser aquecida em uma panela com bicarbonato de sódio até que uma "pedra" sólida se forme, cujos pedaços podem ser fumados diretamente (crack).

### História
O fumo da base livre de cocaína foi documentado pela primeira vez nos Estados Unidos em 1974, quando estava restrito principalmente ao estado da Califórnia. A primeira internação hospitalar por um problema relacionado à base livre foi em 1975, ano em que os kits de extração e acessórios para fumar se tornaram disponíveis comercialmente. Em 1978, a distribuição desses acessórios se espalhou da Califórnia para outros estados dos Estados Unidos. Em 1979, apenas 1% das internações hospitalares relacionadas à cocaína envolviam o uso de base livre, e em 1982 esse número havia aumentado para 7%.

### Outros
Na América do Sul, as folhas de coca tradicionalmente são mascadas com uma quantidade de uma substância alcalina de cal, que é derivada das cinzas que permanecem após a queima de plantas, cascas ou calcário.
Na América do Sul, a pasta de coca, também conhecida como base de cocaína e, portanto, frequentemente confundida com base livre de cocaína na América do Norte, é relativamente barata e amplamente consumida por populações de baixa renda.